# 志賀町ケーブルテレビネットワーク
志賀町ケーブルテレビネットワーク（しかまちケーブルテレビネットワーク）は、かつて石川県羽咋郡志賀町が運営していたケーブルテレビ事業の名称である。
2008年6月1日に開局し、開局時から金沢ケーブルテレビネット（現在の金沢ケーブル）に業務を委託していた。後述にあるように、2022年4月以降は主に自主放送制作のみ実施している。

## 概要
志賀町のFTTH方式によるCATV整備事業によるもので、町による自主放送・音声告知放送・町内加入者間無料IP電話サービスが実施される。また金沢ケーブルテレビネットによる地上波放送再送信・BS・CS多チャンネルサービス・インターネットサービスが実施される。地上デジタル放送については、金沢ケーブルテレビネットの故障時も放送の継続を可能とするために、予備の受信設備がある。町によるサービスと地上波放送再送信のみを利用する世帯の加入は無料であるが、多チャンネルサービス・インターネットサービスは有料である。
志賀町は、ケーブルテレビ運営を2022年4月に金沢ケーブルへの譲渡を決定。移行後、地上波の放送と志賀町による自主放送は無料となり、自主放送設備は町が引き続き保有する。同様の例として、かつて福井県南条郡南越前町で開設されていた南越前町ケーブルテレビの例がある。
2022年4月1日に、ケーブルテレビ運営を自主放送設備を除き金沢ケーブルに譲渡した。譲渡に伴い、金沢ケーブルは北國新聞社志賀支局内に志賀事務所を開設。また、志賀町が提供していた加入者間無料IP電話のサービスも継承し、KDDIのケーブルプラス電話加入者間の通話は無料としている。

## サービスエリア
- 石川県羽咋郡志賀町（全域）

## センター所在地
放送センター
- 石川県羽咋郡志賀町末吉千古1番地1（志賀町役場内）

サブ放送センター
- 石川県羽咋郡志賀町富来領家町甲の10番地（志賀町役場富来支所内）

## 主な放送チャンネル
チャンネルの詳細は、金沢ケーブルの項目を参照。
- セットトップボックス設置者は、金沢市、津幡町、川北町、宝達志水町、中能登町、かほく市などの自主放送番組（コミュニティチャンネル）が視聴できる[10]。
- BS・CS多チャンネルサービスは、セットトップボックスを使用する方式。